# Xavier Winkel
Xavier Winkel, né à Wilrijk le 12 janvier 1950 est un homme politique belge, membre d'Ecolo.

## Biographie
Winkel, marié, deux fils, est commerçant de son état.
En 1977 il fut un des fondateurs d'Amis de la Terre en Belgique. En 1980 il ouvrit un café-restaurant écologique, Le Gaspi, qui devint un endroit de rencontre pour personnes aux idées alternatives. Le parti Ecolo y organisa maintes réunions. Après un incendie, l'établissement fut fermé, mais rouvrit ses  portes en 2011, toujours tenu par Winkel et par un de ses fils.
En 1982 il fut le fondateur de la section Ecolo Schaerbeek et fut élu conseiller communal. Il fut échevin de la culture et des sports de 1990 à 2000. En 2006 il se représenta devant les électeurs, mais ne fut pas réélu.
En 1985 il figura en deuxième position, derrière Olivier Deleuze sur la liste Ecolo pour les élections législatives dans l'arrondissement de Bruxelles. Il fut élu député, ce qu'il demeura jusqu'en 1995.
Après 2000 il fut vice-président de l'intercommunale CIBE.